# Arquitetura asteca

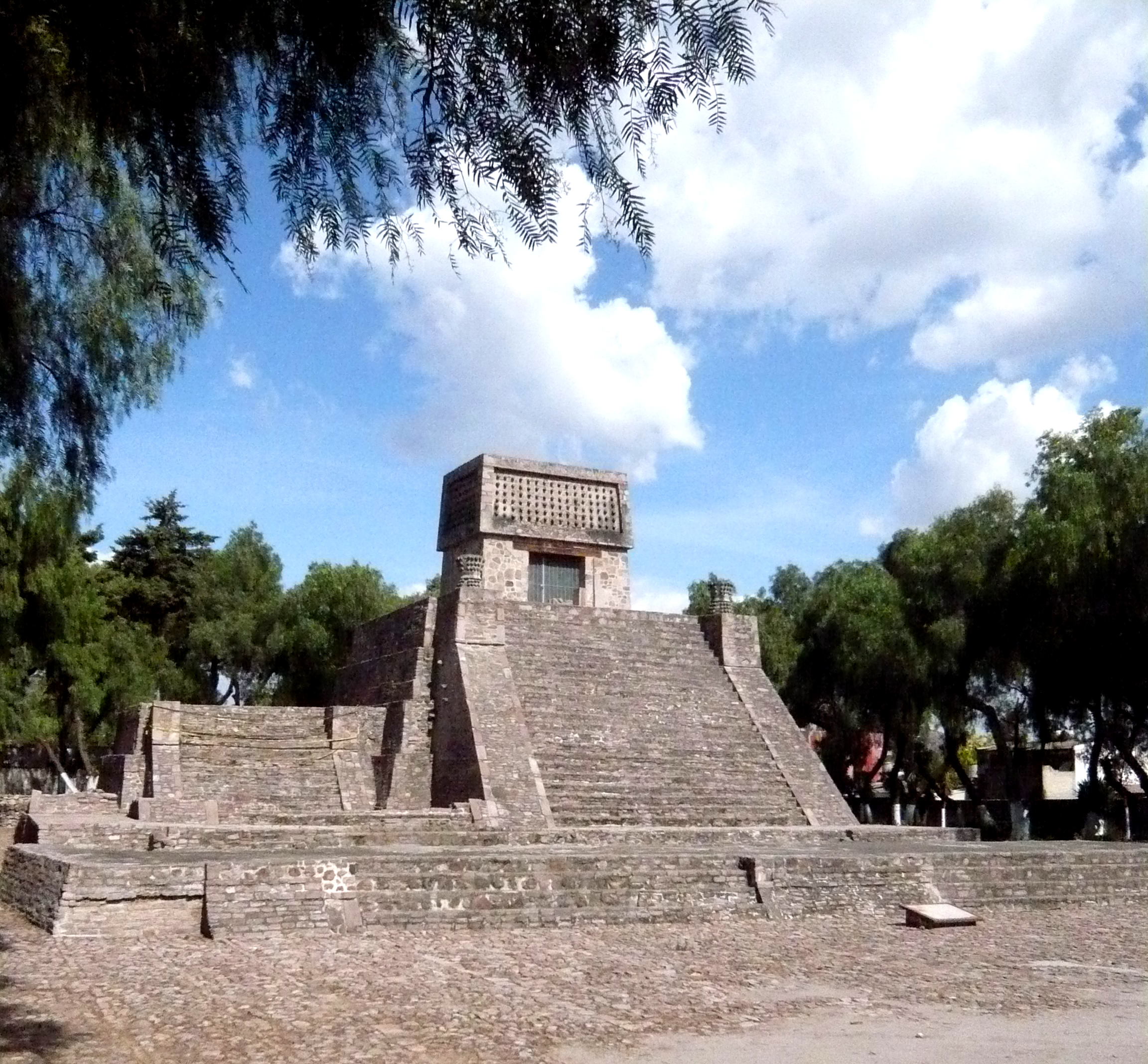
Pirâmide asteca de Santa Cecilia Acatitlan.

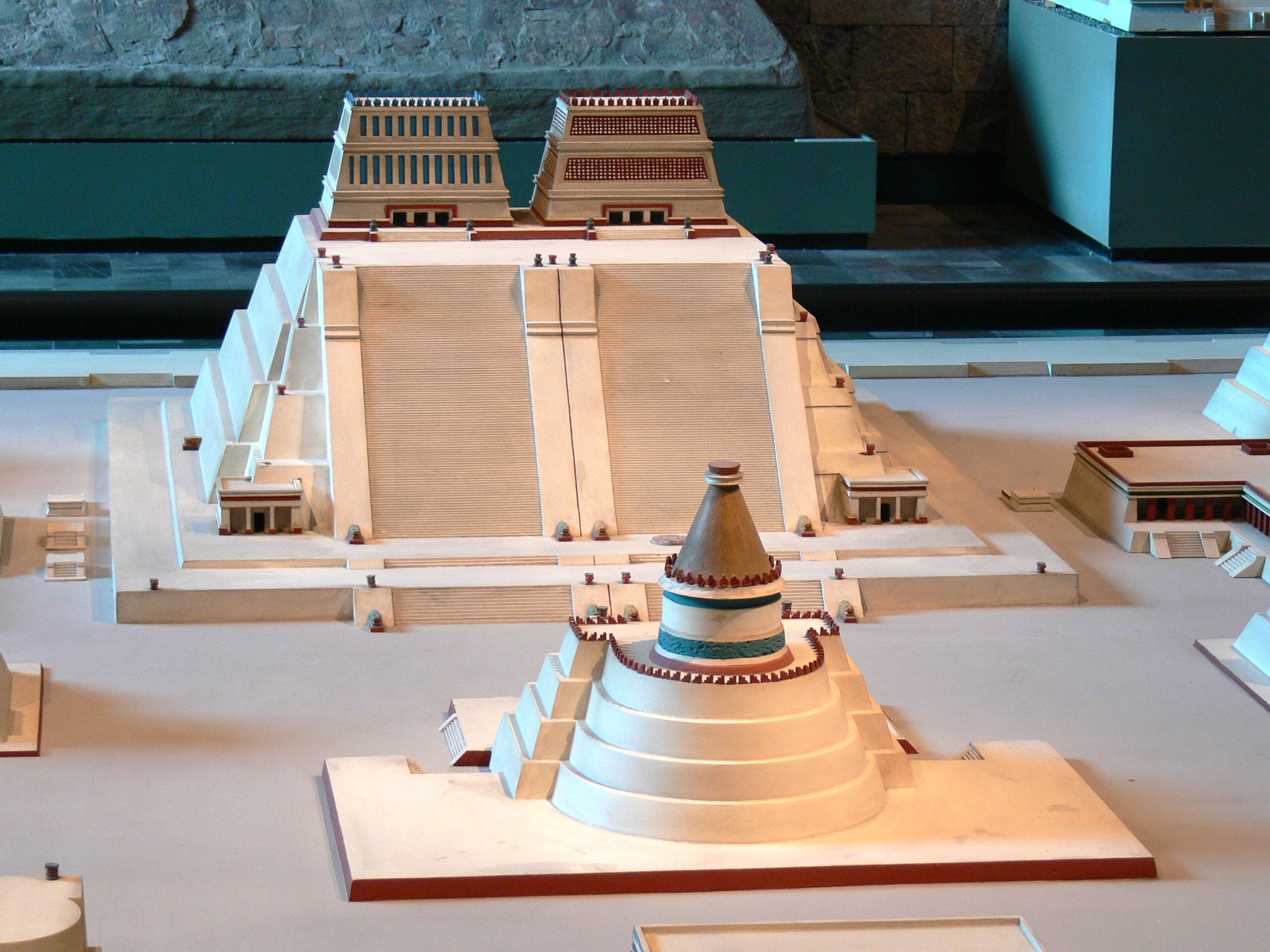
Reconstrução do Templo Mayor em Tenochtitlan.

A Arquitetura Asteca é um conjunto de estilos e métodos construtivos desenvolvidos e utilizados pelo povo Asteca, que viveu na região mesoamericana durante os anos 1345 a 1521 d.C.  A arquitetura asteca e sua história podem ser estudadas graças ao costume asteca de construir acima de construções mais antigas. Isso ocorria especialmente em templos. Há templos em que foram percebidas até 4 a 5 camadas de construções feitas uma acima da outra – quanto mais interna a construção, mais antiga ela é. Entre os sítios com arquitetura asteca existentes hoje então: Malinalco, Tenayuca e o Templo Mayor localizado na cidade asteca Tenochtitlán. Tenayuca foi conquistada pelos astecas em cerca de 1434, este sítio possui o exemplo mais recente de um templo de pirâmide dupla. Não é conhecido hoje nenhum lugar que utilize as exatas mesmas técnicas construtivas astecas.

## Influência Tolteca

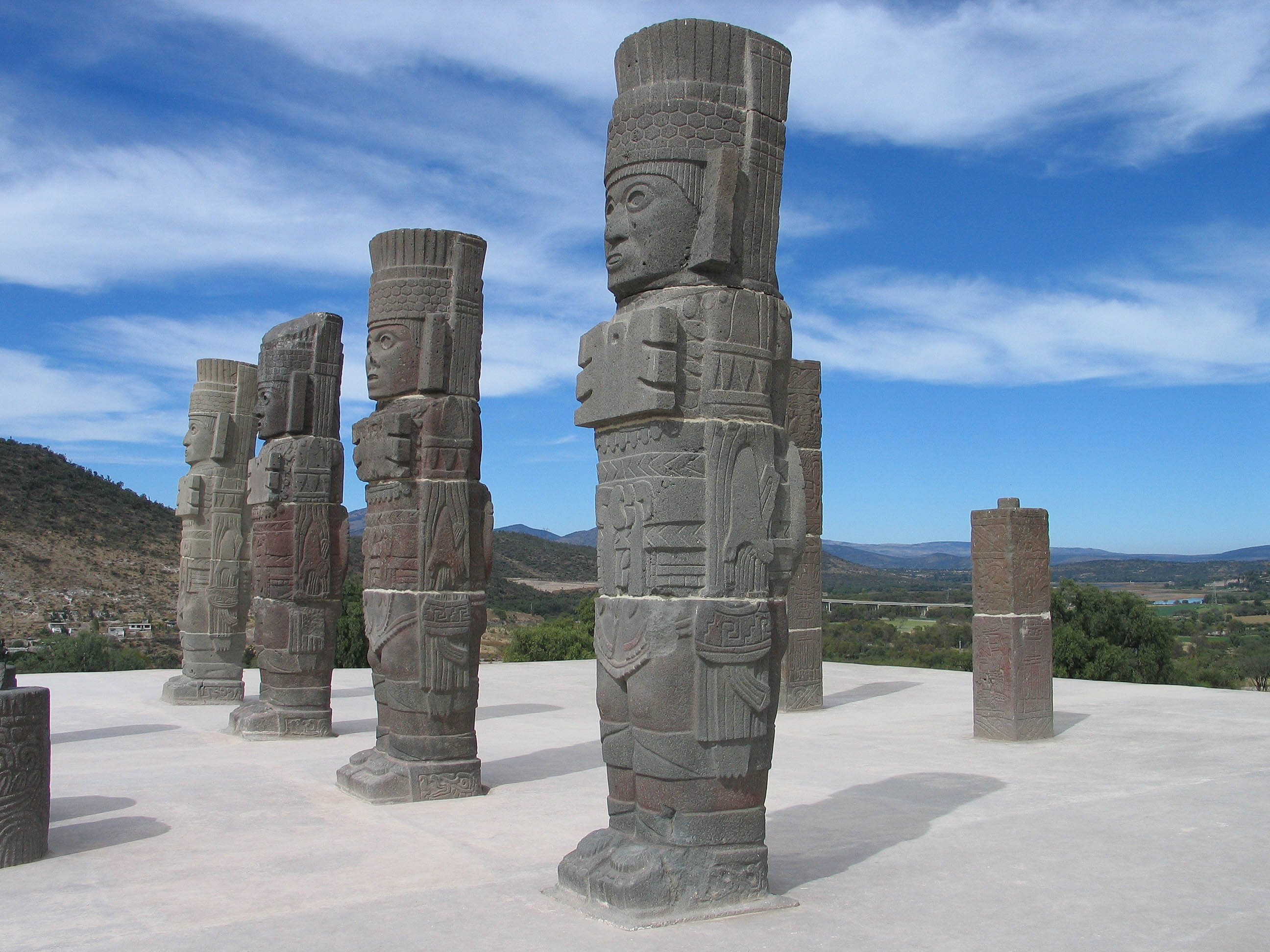
Guerreiros toltecas representados pelas famosos Atlantes de Tula.

Os Toltecas, povo que viveu entre os anos 900 a 1168 d.C, são tidos como a principal influência para o povo asteca e sua arquitetura. Os Toltecas eram considerados pelos povos da região como um exemplo de civilização, com grandes construtores e artesãos. A palavra “Tolteca” no idioma Nahuatl (utilizado tanto pelos Toltecas quanto pelos Astecas) significa “Artesão”. Essa palavra ter sido mantida no vocabulário pelos Astecas para indicar o povo anterior ao seu indica o respeito que os Astecas possuíam pelos mesmos. O povo Asteca estava surgindo na mesma época em que o povo Tolteca estava desaparecendo. Os Astecas, conhecidos inicialmente como Chichimecas, dominaram as grandes cidades Toltecas e estiveram convivendo e sendo influenciados pelo seu estilo desde então. 

## Técnicas Construtivas
Acredita-se que a geografia da América Central tenha incentivado o desenvolvimento de trabalhar com pedras. Os astecas, mesmo que apenas utilizando tecnologias mais primitivas, eram extremamente habilidosos em trabalhar com pedras e moldá-las. Tijolos e argamassas foram desenvolvidos ao longo dessa prática, e essa combinação foi o que permitiu a construção de suas estruturas massivas e rígidas. Com o conhecimento geográfico que possuíam, junto com a terra facilmente moldável da região, os astecas foram capazes de construir bases para suas construções massivas, também utilizando pedras. Um dos principais tipos de pedras utilizadas pelos astecas eram as pedras vulcânicas chamadas tezontle, que eram fáceis de cortar e moldar e eram usadas tanto para decoração (entalhamento) quanto para construção.

## Construções Astecas[4]

### Casas
Mesmo entre as classes altas e baixas, o estilo das casas astecas eram similares, diferindo apenas no tamanho e nas decorações. Normalmente as casas eram constituídas de duas construções separadas, uma sendo a casa em si, outra sendo dedicada ao banho a vapor. A casa principal tinha suas paredes feitas madeira e adobe (tijolos de terra umedecida), estas suportavam o telhado de palha. Não havia separação de cômodos. A casa era um único grande salão dividido em quatro ambientes: 
1. Uma área de quartos onde a família dormia.
2. Uma área de oração onde normalmente ídolos de deuses eram colocados em cima de mesas e idolatrados
3. Uma área de cozinha onde as refeições eram feitas. Essa área contava comumente com uma ferramenta metálica para moer milho e com panelas (do tipo comal) para cozinhar alimentos e preparar tortilhas.
4. Uma área para comer, onde a família sentava junta e conversava.

### Palácio do imperador
O palácio do imperador buscava ser uma moradia grande, extravagante e complexa. As paredes eram cobertas de pinturas, entalhamentos e painéis adornados com ouro. O palácio possuía dois andarem e um grande pátio. O pavimento térreo possuía cômodos espaçosos, cada um dedicado a uma função específica. O segundo pavimento era sustentado por coluna dispostas no primeiro pavimento e também possuía colunas para sustentar o telhado. No centro do palácio se encontrava a escadaria, normalmente feita de mármore, que ligava os dois pavimentos. Haviam 4 salas principais no palácio do imperador:
1. Uma recepção privada, onde o imperador recebia visitas de nobres, viajantes, etc.
2. O quarto do imperador, que era maior que as demais salas pois o imperador constantemente recebia presentes e tributos.
3. Uma recepção pública, onde o imperador recebia visitas de pessoas em geral, que vinham lhe trazer notícias e oferendas. Esta recepção era três vezes maior que a recepção privada e possuía uma plataforma elevada, com escadas dando acesso, onde ficava o trono do imperador.
4. Uma sala dedicada a armazenar os presentes e tributos. Normalmente essa sala ficava cheia e os objetos tinham de ser armazenados em outro lugar.

### Templos dos deuses
Há muitos templos espalhados pelos antigos domínios astecas. Cada um possuía um propósito específico e ficava localizado em um local especial. Alguns exemplos são o templo para adorar os guerreiros e o deus sol e o templo para armazenar oferendas (e também queima-las como sacrifício).
Como exemplo para análise, o templo para adorar os guerreiros jaguar e águia, assim como adorar o deus sol, ficava localizado no topo de um morro e era separado em duas construções principais que eram majoritariamente feitas de pedra. A primeira construção era dedicada a adoração dos guerreiros jaguar e águia, sua entrada se assimilava a boca de uma criatura e era cheia de joias nas paredes. Seu interior era circular e possuía uma mesa central, também circular, onde eram deixadas as oferendas. Essa parte do templo era consideravelmente pequena em comparação a sua outra parte. Acredita-se que a segunda construção deste tempo foi feita para armazenar mais oferendas e oferecer um maior espaço para a adoração dos guerreiros e também do deus sol. Este segundo templo possuía duas grandes salas, uma retangular e uma circular. Ambas possuíam mesas para as oferendas e também possuíam uma área em seu centro em que fogueiras era acessas para queimar as oferendas como sacrifício. O telhado do salão retangular era feito de terra compacta, enquanto que a do salão circular era feita de palha.

### Templos sacrificiais
Os astecas eram um povo extremamente religioso e acreditavam em sacrifícios humanos para apaziguar os deuses. Acredita-se que, por ano, cerca de 20.000 pessoas eram sacrificadas. Por conta disso foram construídos os grandes templos sacrificiais de pedra, como o Templo Mayor localizado em Tenochtitlán. O astecas buscavam sempre melhorar esses templos, por isso não destruíam os templos antigo, e sim o conservavam dentro do templo mais novo e melhorado que construíam por cima. Os templos mais novos eram maiores, mais extravagantes, mais bem adornados e possuíam escadaria e altar sacrificial maiores. Entre as adições feitas em templos mais novos estão os adornos de criaturas, no final da escadaria, que se assimilavam a cobras. Esses adornos ficaram conhecidos como serpentes de pedra e não se sabe ao certo qual era a sua serventia. Acredita-se que, para os astecas, além de uma decoração, elas também espantavam espíritos malignos.

### Aquedutos e barragens[5]
Tenochtitlán e Tlatelolco, duas das principais cidades astecas, foram construídas em ilhas pantanosas com água potável limitada, por isso foi construído um sistema de aquedutos que levavam a água desde uma nascente localizada em Chapultepec até as cidades, através do lago. Foi utilizada essa tecnologia também para irrigar os campos.
Em Tenochtitlán também foi construída uma barragem para enchentes que eram destrutivas em épocas chuvosas. Essas obras hidráulicas são tidas como uma das mais impressionantes conquistas alcançadas pela tecnologia asteca.